# جو إف. بلير
جو إف. بلير (بالإنجليزية: Joe F. Blair)‏ هو عسكري أمريكي، ولد في 12 مايو 1923 في فريبورت في الولايات المتحدة، وتوفي في 15 نوفمبر 1995.